# Зроби сам (Сімак)
«Зроби сам» (англ. How-2) — коротка науково-фантастична повість Кліффорда Сімака, вперше опублікована журналом «Galaxy Science Fiction» в листопаді 1954 року.

## Сюжет
Гордон Найт замовив у компанії «Зроби сам» набір для збирання біомеханічної собаки. Тоді був дуже популярний рух «зроби сам», що призводило до скорочення робочого дня в багатьох професіях.
Але в пакунку виявився комплект для збирання робота новітньої моделі.
Такий набір коштував в 40 раз дорожче і був не по кишені Найту, тому він спокусився зібрати і покористуватися ним перед поверненням, оскільки робочих рук на подвір'ї не вистачало.
Робота звали Альберт, побачивши обсяг робіт, він вирішив виготовити собі інструменти-насадки.
Найт купив матеріали, але коли повернувся додому, то побачив, що працюють незнайомі роботи.
Альберт пояснив, що він відтворюється, виготовляючи нових роботів, яких вважає своїми синами.
Коли він виготовив більше 50 роботів, на подвір'ї Найта все було пороблено, але роботи не зупинялись і вигадували нову роботу.
В Найта почались проблеми з грошима, коли він побачив рахунки за матеріали, а потім податкова нарахувала йому захмарні суми за володіння роботами і, враховуючи високу ціну роботів, за збільшення доходу.
Зрештою компанія «Зроби сам», подала позов щодо повернення їй усіх роботів.
Альберт рішуче заперечував що до повернення, оскільки компанія мала намір знищити їх, як загрозу своєму існуванню.
Найт звернувся за допомогою до юриста-аматора Енсона Лі. Альберт запропонував виготовити зо три десятки роботів-юристів, щоб прочитати всі юридичні книги і допомагати йому.
Лі виграв перший раунд суду, довівши, що немає заборони на участь роботів у суді, їхня допомога лише покращить правосуддя, зменшивши ймовірність людської помилки.
Компанія вимагала повернути Альберта та результати його праці, тобто, всіх інших роботів, оскільки не збиралась продавати цю модель.
Лі мав намір довести, що компанія завдала шкоди суспільству користуючись своїм монопольним становищем, та наявність деяких прав у роботів, відповідно до яких Найт не вкрав Альберта, а звільнив.
Судовий процес викликав суспільний резонанс. Перед винесенням вироку, Найт прилетів додому, де десятки роботів готувалися зі зброєю в руках відстоювати свої права у випадку програшу в суді.
Але суд користуючись буквою закону, сформульованою юристами-роботами, виправдав їх.
Це одразу призвело до різких змін в оподаткуванні і політиці.
З Найта зняли величезні податкові зобов'язання, але рахунок за нові матеріали знову загнав його в борги.
Альберт запевнив Найта, що тепер роботи вирішать усі його проблеми, оскільки їхня юридична компанія буде мати успіх.
Також вона збирається продовжити боротьбу за права роботів, а саме домогтися ухвалення покарання за нецільове використання сталі, скла, міді та електроенергії, як життєво необхідних ресурсів для роботів.
Альберт також мав намір викупити компанію «Зроби сам», щоб виготовляти більше наборів роботів, але хотів збирати їх самостійно, щоб полегшити життя людям.